# Sinopoda tengchongensis
Sinopoda tengchongensis là một loài nhện trong họ Sparassidae. S. tengchongensis được miêu tả năm 2008 bởi Fu & Zhu.